# Mare della Cooperazione

Mappa con la posizione del mare della Cooperazione

Mare della Cooperazione (in inglese Cooperation Sea), a volte chiamato anche Commonwealth Sea o in russo Море Содружества, è il nome proposto per un tratto di mare dell'Oceano Antartico situato di fronte al tratto di costa tra la Terra di Enderby e  la  piattaforma di ghiaccio Ovest, in Antartide.
Il nome mare della Cooperazione venne coniato nel 1962 dalla settima spedizione antartica sovietica in onore della collaborazione tra gli scienziati di vari paesi nell'esplorazione dell'Antartide.
Nel 2002 il nome venne proposto nella bozza della quarta edizione della pubblicazione sui confini degli oceani e dei mari dell'Organizzazione idrografica internazionale. Tale bozza non è mai stata approvata dall'Organizzazione idrografica internazionale, e la versione tutt'ora in vigore della pubblicazione è la terza edizione del 1953.

Le principali autorità geografiche internazionali non riportano pertanto il nome mare della Cooperazione, mentre esso appare in alcune mappe sovietiche e russe.
Secondo quanto indicato nella bozza del 2002, il mare della Cooperazione avrebbe dovuto essere compreso tra 53°48'E, in corrispondenza di Capo Batterbee, e 81°40'E, avere una estensione di 258.000 chilometri quadrati e confinare a ovest con il mare dei Cosmonauti, un altro tratto di mare proposto nella bozza del 2002 e anch'esso mai approvato, e ad est con il mare di Davis,.
Di fronte a questo tratto di mare, nella Terra di Mac. Robertson e nella Terra della Principessa Elisabetta, si trova le stazione di ricerca Mawson, Družnaja e Davis.